# بحيرة داشاير ودنكار
بحيرة داشاير - تقع بالقرب من ممر روهتانغ الذي يربط كولو مع لهول و سبيتي. وتقع على ارتفع حوالي 4270 مترا فوق مستوى سطح البحر، وهي تعرف أيضا باسم ساركوند.
بحيرة دنكار - تقع فوق دير دانكار في وادي سبيتي ويمكن الوصول البها عن طريق رحلة من الدير.